# Бессонов, Иван Григорьевич
Иван Григорьевич Бессонов (20 июня 1923, с. Таврийское Днепропетровской области — 15 октября 1978, с. Путиловка Бахчисарайского района Крымской области) — участник Великой Отечественной войны, полный кавалер ордена Славы.

## Биография
Родился в семье крестьянина, русский. Окончив 7 классов, работал механизатором в колхозе.
С 1941 — в Красной Армии. На фронтах Великой Отечественной войны — с ноября 1941.
25 декабря 1943 наводчик миномёта 139-го стрелкового полка (41-я стрелковая дивизия, 63-я армия, Белорусский фронт) младший сержант И. Бессонов при отражении контратаки противника у м. Козловичи (восточнее города Жлобин) истребил до 10 солдат и 2 миномётных расчета. 8 февраля 1944. награждён орденом Славы 3 степени. В 1944 вступил в ВКП(б).
14 января 1945 при прорыве обороны противника на левом берегу р. Висла в районе города Пулавы (Польша) командир миномётного расчёта старший сержант И. Бессонов вместе с бойцами из миномёта подавил 5 огневых точек и сразил до 10 солдат. 20 февраля 1945 награждён орденом Славы 2 степени.
16 апреля 1945 в бою западнее города Лебус (Германия) на левом берегу р. Одер под сильным артиллерийским и миномётным обстрелом беспрерывно вёл огонь по врагу, поддерживая наступающую пехоту, а при контратаках противника 5 раз рассеивал его живую силу, поразив при этом до 20 солдат. 31 мая 1945 награждён орденом Славы 1 степени.
После войны продолжил службу в армии; демобилизовался в 1947. Жил в с. Путиловка Бахчисарайского района Крымской области, трудился в совхозе.

## Награды
- Орден Красной Звезды
- Орден Славы 1 степени (31.5.1945)
- Орден Славы 2 степени (20.2.1945)
- Орден Славы 3 степени (8.2.1944)
- медали.